# Instituto Superior de Contabilidad y Administración de Lisboa
El Instituto Superior de Contabilidad y Administración de Lisboa (en portugués: Instituto Superior de Contabilidade e Administração de Lisboa, sigla ISCAL) es una institución de educación superior portuguesa integrada en el Instituto Politécnico de Lisboa y enfocada al área de las ciencias empresariales, a saber, contabilidad, administración y finanzas. 

## Historia

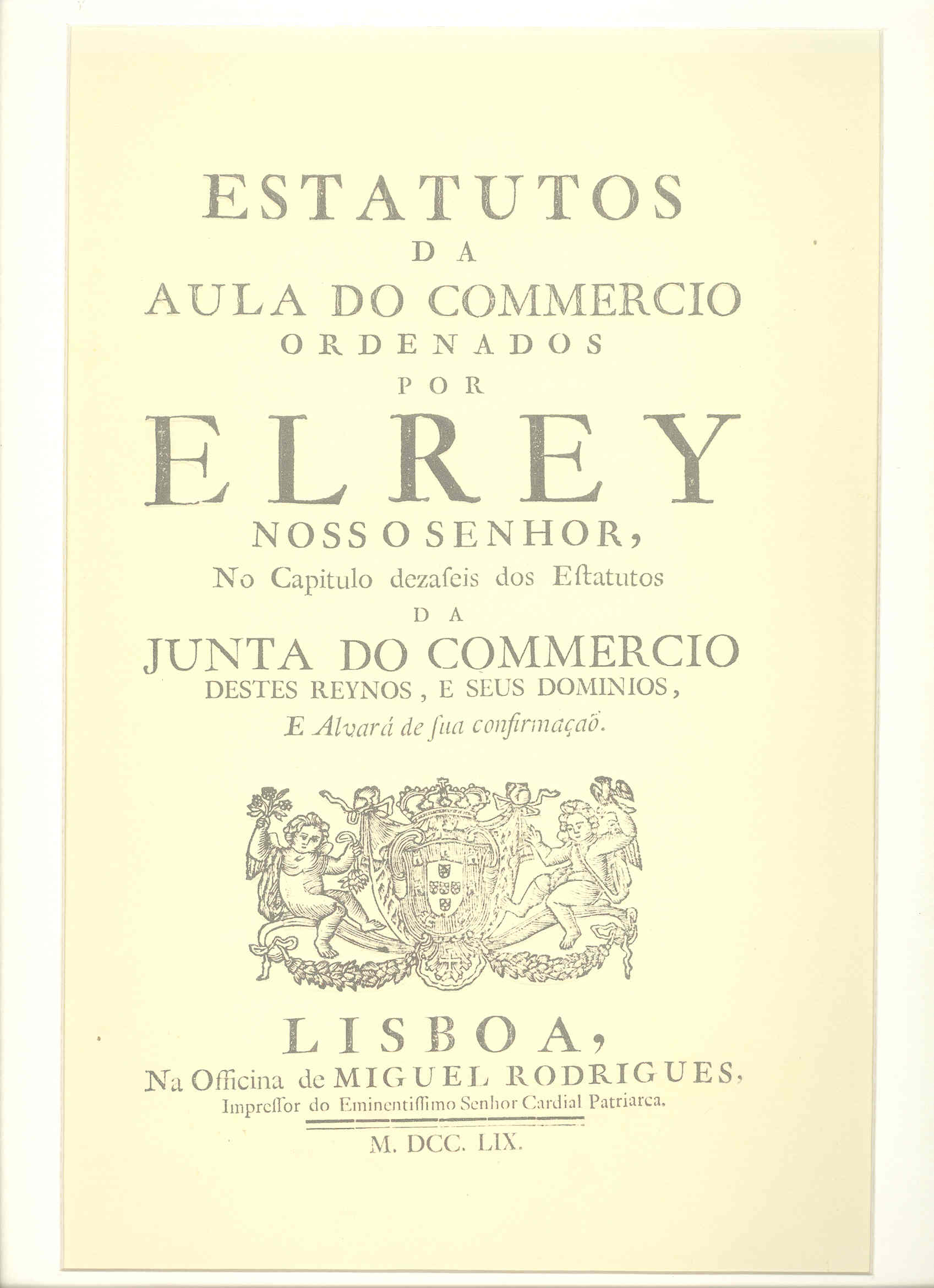

El origen del ISCAL se remonta al siglo XVIII con la creación del Aula do Comércio en 1759. La formación tenía una duración de 3 años. En efecto, el marqués de Pombal creó el "Aula do Comércio" por Carta de 19 de mayo de 1759. Se comenzaron a impartir clases de aritmética, pesos y medidas de los diversos centros comerciales, cambio, seguros y contabilidad mercantil, con el objetivo de formar profesionales competentes para las organizaciones empresariales. El curso trienal era impartido por "lentes" (que leen, maestros, etc.), el primero de los cuales fue Joao Henrique de Sousa. Asistían principalmente hijos de comerciantes y también estudiantes de bajos recursos. Curiosamente, estos últimos se beneficiaban de las tasas de matrícula pagadas por veinte estudiantes hijos de comerciantes. Se concedieron entonces varios derechos a los graduados del Aula do Comércio, de modo que la Carta de la Ley del 30 de agosto de 1770 establecía que nadie, ni siquiera los hijos de comerciantes, podía ser admitido como contable, empleado o profesional en casas comerciales portuguesas sin la correspondiente Carta de Aprobación. Con la llegada de la República, el Instituto Industrial y Comercial de Lisboa en 1911 se dividió en dos escuelas, el Instituto Superior Técnico y el Instituto Superior de Comércio. En 1976, el Instituto Comercial de Lisboa pasó a denominarse Instituto Superior de Contabilidad y Administración de Lisboa, con capacidad para ofrecer títulos de licenciatura y maestría.

## Cursos
Todos los cursos del Instituto Superior de Contabilidad y Administración están de acuerdo con la Declaración de Bolonia :

### Grados (1er Ciclo)
- Contabilidad y Administración: Contabilidad
- Contabilidad y Administración: Tributación
- Contabilidad y Administración: Gestión y Administración Pública
- Finanzas corporativas
- Gestión
- Oficina del Procurador
- Comercio internacional

### Maestrías (2º Ciclo)
- Análisis financiero
- Auditoría
- Contabilidad
- Contabilidad y Gestión de Instituciones Financieras
- Control de Gestión y Evaluación
- Fiscalidad
- Gestión y emprendimiento

### Estudios de posgrado
- Administración y Gestión Financiera Pública
- Contabilidad y Gestión Pública

## Investigación
La producción científica es una componente importante del instituto. En este sentido, el ISCAL apoya y fomenta la producción científica de sus docentes a través de publicaciones en revistas, periódicos y libros de referencia o mediante la organización de eventos como conferencias y congresos. ISCAL pone a disposición de los docentes una plataforma en línea para el registro de la producción científica, donde podrán registrar todas las actividades realizadas en esta área. 

### CEFAGE - Centro de Estudios y Formación Avanzada en Gestión y Economía
CEFAGE, una unidad de investigación financiada por la Fundación para la Ciencia y la Tecnología se fundó en 2006 y se centra en la investigación científica en las áreas de Gestión y Economía. Su unidad principal de gestión se encuentra en la Universidad de Évora. Además de la unidad principal de gestión, CEFAGE cuenta con cuatro campus: en la Universidad del Algarve, la Universidad de Beira Interior, la Facultad de Ciencia y Tecnología de la Universidade Nova de Lisboa e ISCAL. Entre otras, tiene contactos con la Universidad Miguel Hernández de Alicante.
ISCAL es el centro más reciente de CEFAGE y su objetivo es servir de centro para los investigadores de nuestro Instituto, apoyando y promoviendo la destacada labor científica de nuestro profesorado. El centro cuenta actualmente con cuatro miembros integrados y nueve miembros colaboradores. Los investigadores integrados y colaboradores realizan investigaciones en las áreas de administración, finanzas, economía y contabilidad.

## Asociaciones
Asociación de Estudiantes (AEISCAL)
La Asociación de Estudiantes del Instituto de Contabilidad y Administración de Lisboa (AEISCAL) reúne y representa a los estudiantes egresados de esta institución. Se constituyó legalmente el 16 de marzo de 1981 y desarrolla numerosas actividades en el ámbito representativo y social, teniendo ya un peso significativo en la vida del ISCAL.
Tuna Iscalina
Fundada en 1994, la Tuna Iscalina es la tuna académica del Instituto de Contabilidad y Administración de Lisboa. Este proyecto, basado en la más antigua tradición académica, incluye en su repertorio una gama de alegres himnos y melodías, incluyendo algunos temas originales, creando un espacio único para la convivencia y la diversión.
ISCAL JBS
ISCAL Junior Business Solutions es una empresa de consultoría junior. Uno de los principales objetivos de ISCAL JBS es fomentar una estrecha relación entre los estudiantes de ISCAL y el mercado laboral, así como con las empresas del sector empresarial.